# Fertagus
 (mai 2024).
Si vous disposez d'ouvrages ou d'articles de référence ou si vous connaissez des sites web de qualité traitant du thème abordé ici, merci de compléter l'article en donnant les références utiles à sa vérifiabilité et en les liant à la section « Notes et références ».
Fertagus est un réseau d'une ligne de train d'une entreprise privée qui relie l'agglomération de Lisbonne à Setúbal via le Pont du 25-Avril.